# Élections municipales maltaises de 2024
Les élections municipales maltaises de 2024 ont lieu le 8 juin 2024 à Malte. Pour la deuxième fois de l'histoire du pays, les conseils des 68 municipalités du pays sont renouvelés simultanément. Les élections européennes ont lieu le même jour.

## Résultats

Carte détaillés des résultats par municipalités.

| Parti                    | Parti                    | Voix    | %     | +/-  | Sièges | +/-           |
| ------------------------ | ------------------------ | ------- | ----- | ---- | ------ | ------------- |
|                          | Parti travailliste (PL)  | 134 767 | 52,11 | 5,85 | 252    | 18            |
|                          | Parti nationaliste (PN)  | 114 512 | 44,28 | 4,46 | 208    | 18            |
|                          | AD+PD                    | 2 124   | 0,82  | Nv   | 2      | 2             |
|                          | Għarb d'abord (GĦ1)      | 591     | 0,23  | 0,07 | 2      | en stagnation |
|                          | Parti populaire (PP)     | 227     | 0,09  | Nv   | 0      | en stagnation |
|                          | Floriana d'abord         | 194     | 0,08  | 0,03 | 1      | 1             |
|                          | Residenti Beltin         | 150     | 0,06  | Nv   | 0      | en stagnation |
|                          | Indépendants             | 6 050   | 2,34  | 1,46 | 6      | 4             |
|                          |                          |         |       |      |        |               |
| Votes valides            | Votes valides            | 258 615 | 94,88 |      |        |               |
| Votes blancs et nuls     | Votes blancs et nuls     | 13 992  | 5,13  |      |        |               |
| Total                    | Total                    | 272 607 | 100   | –    | 471    | 7             |
| Abstentions              | Abstentions              | 184 736 | 40,40 |      |        |               |
| Inscrits / participation | Inscrits / participation | 457 343 | 59,60 |      |        |               |